# حیات وحش لیبریا
حیات وحش لیبریا متشکل از گیاگان و زیاگان جمهوری لیبریا کشوری در غرب آفریقا است.

## تنوع زیستی
لیبریا را می‌توان یک کانون داغ تنوع زیستی در نظر گرفت و بیشترین سهم جنگل‌های باقی‌مانده توده‌کوه گینه بالایی که شامل بسیاری گونه‌های بوم‌زاد منطقه است را دارد. این اکوسیستم جنگلی ساحلی مرطوب از لیبریا تا ساحل عاج، غنا و سیرالئون تا توگو گسترده است و جنگل‌زدایی و توسعه ساحلی آن را تهدید می‌کند. لیبریا بیش از ۲۰۰۰ گونه از آوندداران شامل ۲۲۵ گونه درخت الواری، ۱۴۰ گونه از پستانداران، بیشتر از ۶۰۰ گونه پرنده و ۷۵ گونه خزنده و دوزیست را در خود جای داده‌است.